# Linarite
La linarite è un minerale, un solfato basico di piombo e rame.
Il nome deriva dalla città di Linares, in Spagna.
Descritta per la prima volta da Henri James Brooke (1771 - 1857), cristallografo e mineralogista inglese, nel 1822.

## Abito cristallino
I cristalli sono prismi striati, tabulari

## Origine e giacitura
È un minerale di origine secondaria tipico delle zone di ossidazione dei giacimenti di piombo e rame. Ha paragenesi con anglesite, leadhillite, auricalcite, cerussite, antlerite, caledonite.

## Forma in cui si presenta in natura
Si presenta in aggregati più o meno raggiati di cristalli aciculari oppure in cristalli allungati isolati o raggruppati e anche in aggregati granulari soffici.

## Caratteri fisico-chimici
Si dissolve in HNO3 diluito, e in HCl diluito forma il PbCl2 di colore bianco.

## Località di ritrovamento
Si trova a Linares, in Spagna; a Lölling, in Austria; a Nertchinsk, in Siberia; bei cristalli fino a 2,5 cm sono stati trovati a Red Hill, in Cornovaglia; a Tintic, nello Utah; a Butte, nel Montana; a Broken Hill, in Australia.
In Italia in forma di patine la si trova sulla fluorite nella miniera di Dossena; rinvenuta con la Connellite nella stessa miniera di Barite, a Catanzaro, in cui precedentemente era stata scoperta la Wulfenite; in masserelle alla miniera di Val Vedra, nel comune di Oltre il Colle, in provincia di Bergamo; in cristalli molto piccoli nelle miniere di manganese sul monte Civillina a Recoaro e nelle miniere abbandonate della Val Livergo, a Torrebelvicino, in provincia di Vicenza.
Nelle miniere di Arenas e Santa Lucia nel comune di Fluminimaggiore, in provincia di Cagliari; e infine alla miniera di Tiny a Domusnovas e alla miniera di Rosas, nel comune di Narcao, tutte in provincia di Cagliari.
A Campiglia Marittima, in provincia di Livorno, bei cristalli sub millimetrici nelle miniere del Temperino e dei Lanzi